# پارک سومیدا
پارک سومیدا (به ژاپنی: 隅田公園  SUMIDA kōen) یکی از پارک‌های واقع در منطقهٔ تایتو در توکیو پایتخت ژاپن است. پارک سومیدا در امتداد و در جوار رود سومیدا واقع شده و یکی از پارک‌های معروف توکیو برای دیدن شکوفه‌های گیلاس یا هانامی است همچنین در فصل تابستان آتش بازی رود سومیدا از این پارک به‌خوبی قابل رؤیت می‌باشد. ابتدای این  پارک بسیار نزدیک به ایستگاه آساکوسا ست و ایستگاه قایق‌های توریستی توکیو (東京都観光汽船  Tōkyō-to Kankō Kisen) در ابتدای پارک و در جوار پل آزوما (吾妻橋) قرار دارد. به وسیله این قایق‌ها می‌توان از مناظر زیبای شکوفه‌های گیلاس پارک در مسیر رودخانهٔ سومیدا دیدن کرد.

## رسیدن به پارک
- ■ جی آر، خط یامانوته ایستگاه آساکوسا
- متروی توکیو خط گینزا، ایستگاه آساکوسا
- متروی توئی خط آساکوسا A 19 ایستگاه هونجوآزوماباشی ( Honjo-azumabashi)
- این پارک فاقد پارکینگ می‌باشد.[۱]

## نگارخانه

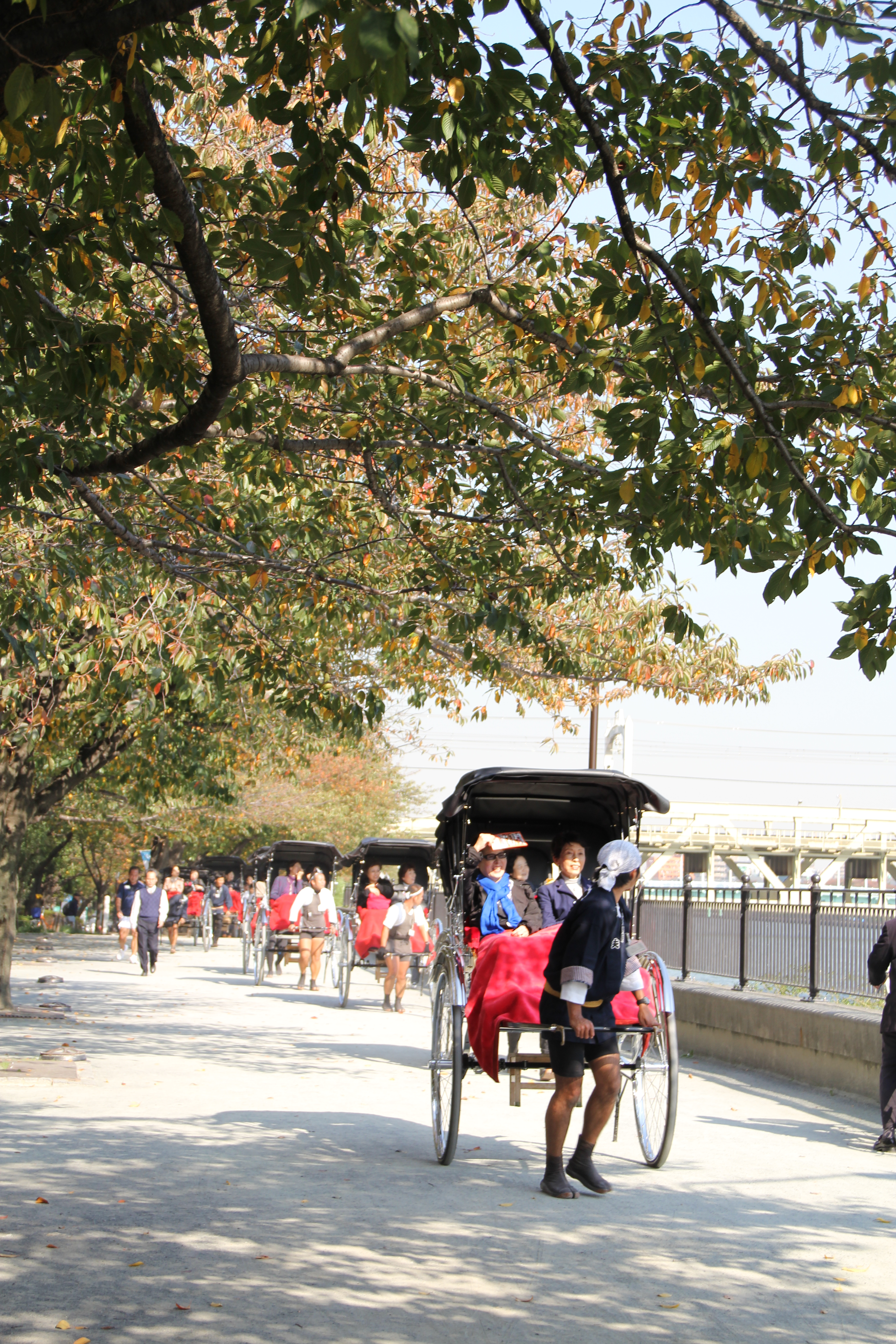
پارک سومیدا در پائیز
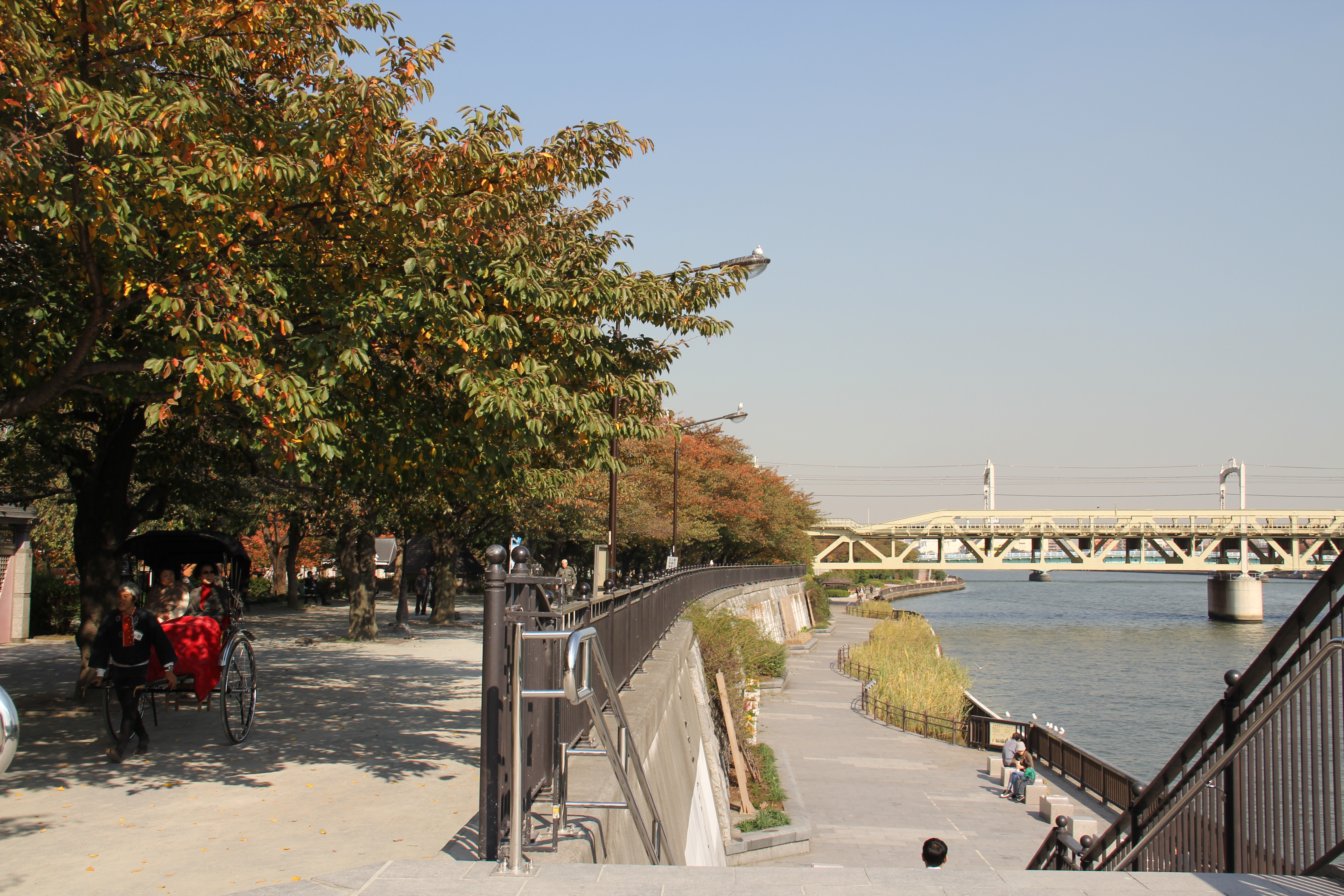
پارک سومیدا در پائیز
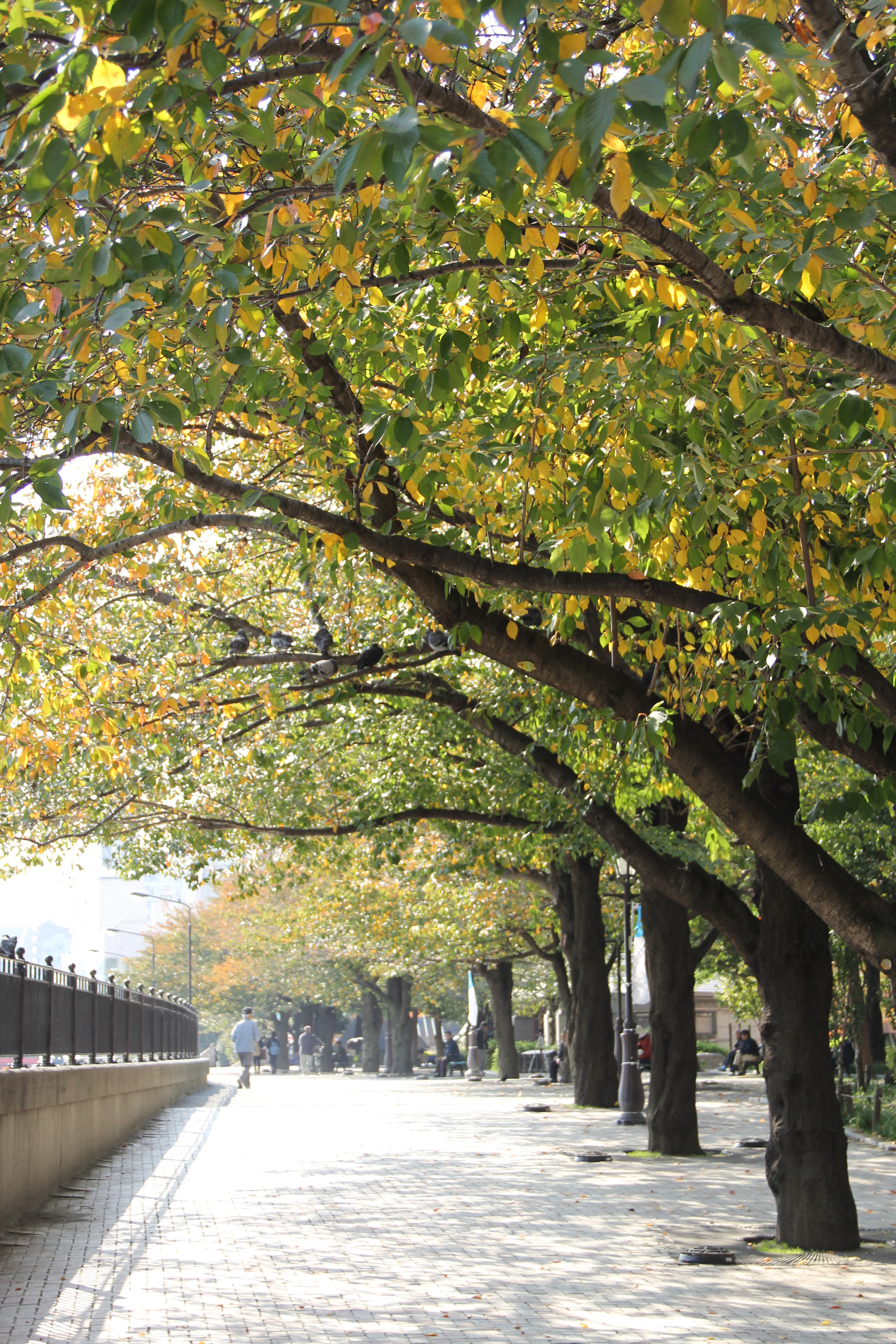
پارک سومیدا در پائیز
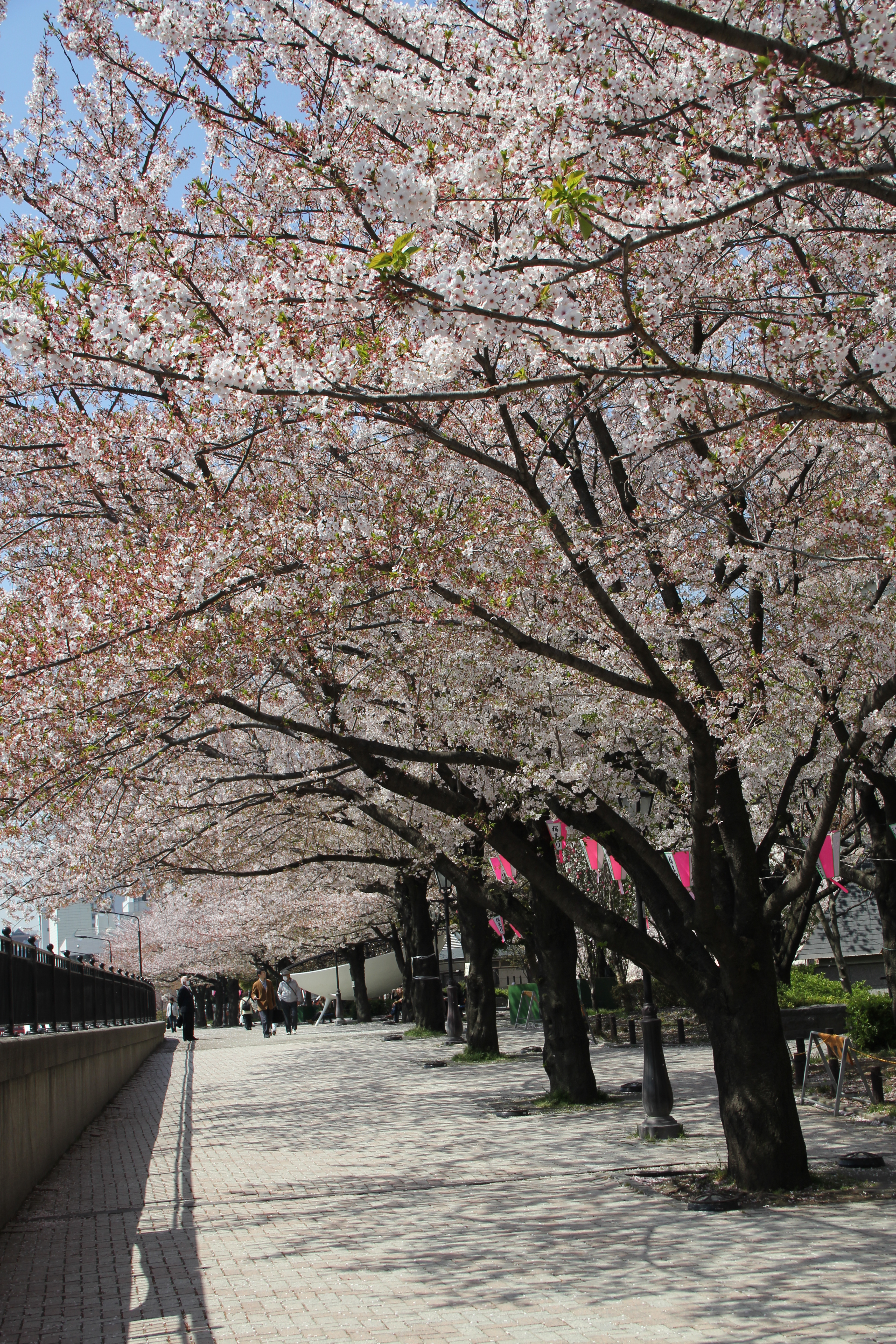
پارک سومیدا در بهار
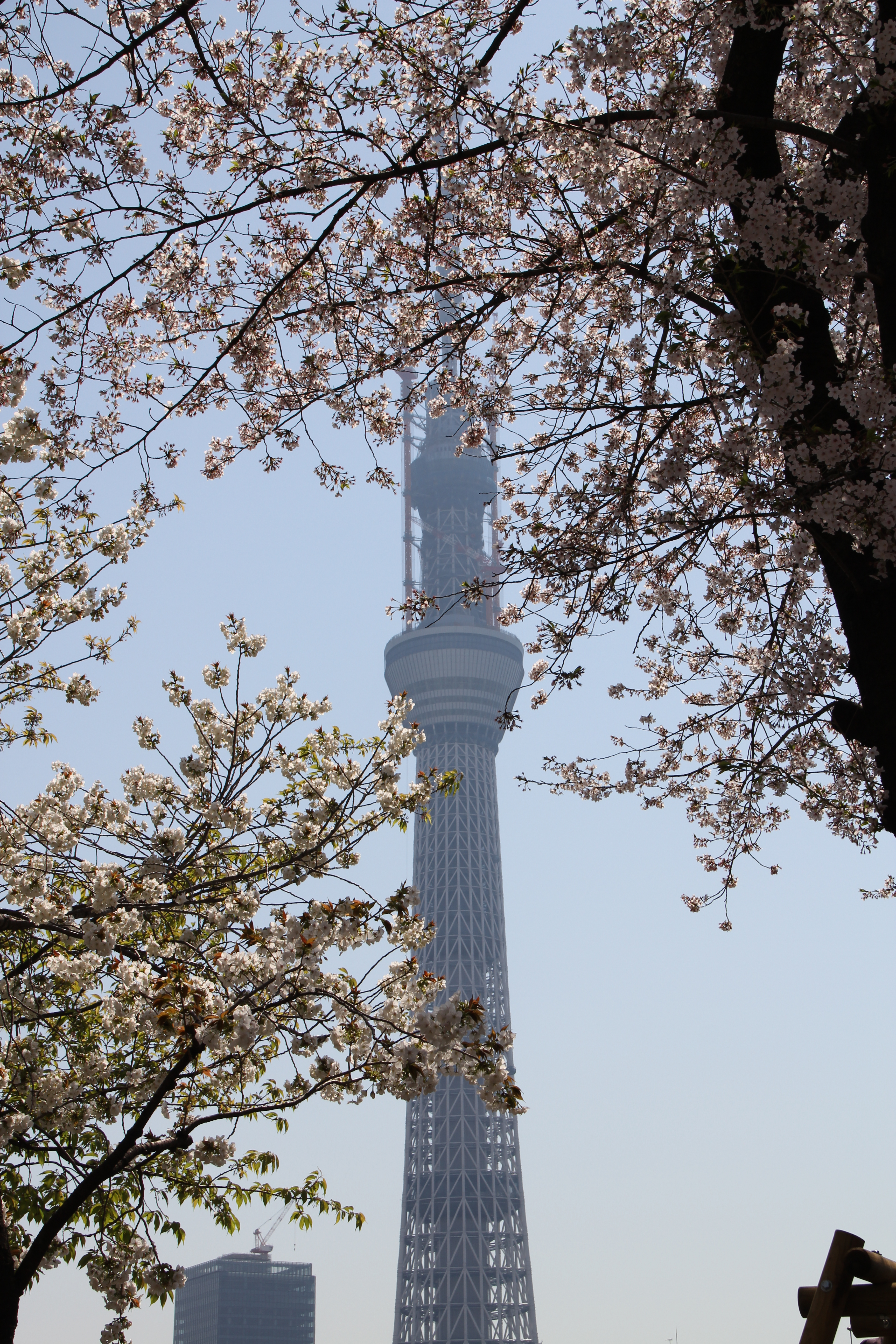
منظرهٔ توکیو اسکای تری از پارک